# Ministre d'Islande
Le ministre d'Islande est, durant l'État autonome islandais (1874-1918), le membre du gouvernement danois chargé des affaires de l'Islande, dépendante du Danemark. En 1904, la révision constitutionnelle donnant naissance au Home Rule déplace le siège du ministre d'Islande de Copenhague à Reykjavik. En 1917, le poste de ministre d'Islande est remplacé par celui de Premier ministre d'Islande.